# Cycloschizon porrigo
Cycloschizon porrigo är en svampart som först beskrevs av Mordecai Cubitt Cooke, och fick sitt nu gällande namn av Arx 1962. Cycloschizon porrigo ingår i släktet Cycloschizon och familjen Parmulariaceae.   Inga underarter finns listade i Catalogue of Life.